# Daniel Roberdeau
Daniel Roberdeau (* 1727 auf St. Christopher, Karibik; † 5. Januar 1795 in Winchester, Frederick County, Virginia) war ein amerikanischer Geschäftsmann, Politiker und General während des Amerikanischen Unabhängigkeitskrieges.

## Werdegang
Seine Familie wanderte in seinen Kinderjahren nach in die britische Kolonie Pennsylvania ein und ließ sich in Philadelphia nieder. Dort schloss er seine Vorbereitungsstudien ab und ging dem Bauholzgeschäft nach. Er war zwischen 1756 und 1760 Mitglied in der Colonial Assembly. Darüber hinaus war er von 1756 bis 1758 und noch einmal von 1766 bis 1776 Manager des Pennsylvania Hospitals. Er war auch Mitglied des Council of Safety. Roberdeau wurde 1776 zum ersten Brigadegeneral von Pennsylvanias Truppen ernannt. Im nachfolgenden Jahr wurde er in den Kontinentalkongress gewählt und war dort bis 1779 tätig. In dieser Zeit unterzeichnete er die Konföderationsartikel. Später zog er 1786 nach Alexandria (Virginia).
Er verstarb 1795 in Winchester und wurde auf dem Mount Hebron Cemetery beigesetzt.